# Elasticitatea în cruce
Elasticitatea în cruce (Coeficientul lui Triffin) a cererii unui bun economic indică în ce mod se modifică prețul unui alt bun economic. Aceasta este o relație între schimbarea procentuală a cererii {\displaystyle x_{i}} și schimbarea procentuală a prețului {\displaystyle p_{j}}.
{\displaystyle \eta _{x_{i},p_{j}}={\frac {\partial x_{i}}{\partial p_{j}}}\cdot {\frac {p_{j}}{x_{i}}},i\neq j}
Substitute: {\displaystyle \eta _{x_{i},p_{j}}>0} 

În cazul bunurilor substitutive elasticitatea în cruce este pozitivă. (Exemplu: Dacă prețul la unt crește, crește cererea la margarină). 

Complemente: {\displaystyle \eta _{x_{i},p_{j}}<0} 

În cazul bunurilor complementare elasticitatea în cruce este negativă. (Exemplu: Dacă prețul benzinei crește, scade cererea la automobilele cu consum mare de benzină). 
- Gol substituțional (T=0):  Nu există o relație de concurență. (Volumul vânzărilor întreprinzătorului A nu se modifică, dacă întreprinzătorul B modifică prețul.)

- Concurență omogenă (T=∞):  În caz extrem, o scădere foarte mică a prețului bunului A conduce la o creștere foarte mare a vânzărilor.

- Concurență eterogenă (0<T<∞):  Se află între cele două extreme menționate mai sus. Cu cât este mai eterogen un bun economic, cu atât este mai redusă relația de concurență și cu atât este mai redus T.